# Milanopoesia
Milanopoesia è stato un festival poetico e artistico a cadenza annuale, tenutosi per nove edizioni ufficiali dal 1984 al 1992 e introdotto da due pre-edizioni nell'82 e '83. La rassegna poetica, di richiamo internazionale per l'importanza degli artisti ospitati, fu ideata dal designer e organizzatore culturale Gianni Sassi, in collaborazione con poeti e intellettuali, tra cui Antonio Porta e Nanni Balestrini. La manifestazione fu realizzata dalla Cooperativa Nuova Intrapresa, guidata da Gianni Sassi e che aveva già inciso profondamente nel tessuto intellettuale italiano, attraverso la redazione e la pubblicazione di riviste quali Alfabeta e La Gola.

## Storia
Le edizioni test (1982-83) e quelle ufficiali (1984-1992)
L'esordio del festival poetico avviene a tre anni dall'evento del Festival Internazionale dei Poeti di Castelporziano, tenutosi nel giugno 1979 e capace di richiamare una massa tale di spettatori, che ne fu condizionato lo svolgimento, venendo il pubblico addirittura a contatto fisico con scrittori e poeti dell'importanza di William Burroughs, Allen Ginsberg ed Evgenij Evtušenko. Il poeta italiano Antonio Porta, che aveva collaborato con gli organizzatori, ne scrisse:
(Antonio Porta, Il Manifesto, 22 luglio 1979)
Collaborando attivamente Antonio Porta con la Cooperativa Intrapresa e Alfabeta, insieme al gruppo di intellettuali e artisti radunatisi intorno al designer Gianni Sassi, propose l'idea di un festival internazionale poetico da tenersi a Milano, di diverso stampo rispetto a quanto accaduto a Castelporziano. L'intuizione prese corpo nel 1982, con la prima edizione non ufficiale di Milanopoesia. In seguito, con ufficializzazione e patrocinio anche comunale, il logo sarebbe diventato riconoscibile, grazie alla font utilizzata dalla testata Alfabeta. 
Nel 1982 e 1983 si tennero quelli che sono stati definiti "i primi due banchi di prova della squadra organizzativa di questo laboratorio artistico permanente", con la produzione delle rassegne «Guerra alla guerra» e «polyphonix 5». In questa seconda manifestazione, tenutasi al teatro Carcano di Milano, si segnala la partecipazione del musicista Franco Battiato, in precedenza prodotto dall'etichetta musicale Cramps Records, creata da Gianni Sassi. La poetica di Milanopoesia prevedeva infatti il mixaggio estremo tra discipline artistiche diverse, con incroci multimediali di video, musica, testo, lettura, danza e performance. Così infatti Antonio Porta introduceva la prima edizione ufficiale, tenutasi nel 1984:
Dal 26 maggio al 1º giugno 1984, presso i cortili del palazzo del Senato di Milano, si esibirono artisti provenienti da diverse discipline, rappresentando l'orizzonte poetico italiano, da Raffaello Baldini ad Andrea Zanzotto, da Giovanni Raboni a Giovanni Giudici, da Valerio Magrelli a Milo De Angelis ed Edoardo Sanguineti. A partecipare insieme ai poeti, i musicisti Franco Battiato, Teresa De Sio, Gino Paoli - e, insieme a loro, i protagonisti dell'ibridazione artistica, secondo la poetiche del movimento Fluxus, a cui Gianni Sassi e lo staff dell'Intrapresa si ispiravano.
Nel suo percorso storico più che decennale, Milanopoesia ha mutato sedi nel contesto milanese, per concludersi allo Spazio Ansaldo nell'edizione finale dell'ottobre 1992, cinque mesi prima della morte del fondatore.
L'arco decennale in cui si è tenuto il festival, ospitando più di ottocento artisti di provenienza italiana e internazionale, fa di Milanopoesia importante un momento di esperienza collettiva artistica degli anni Ottanta e inizio Novanta del secolo scorso.
Quanto alle responsabilità organizzative e ideative, Gianni Sassi è stato il curatore dell’evento, insieme a Mario Giusti e Antonio Porta, con la consulenza di Nanni Balestrini, Luigi Ballerini, Roberto Gatti, Jean-Jacques Lebel, Gerald Bisinger, Julien Blaine, Majid El Houssi, Paul Vangelisti, Biagio Cepollaro, Vincenzo Canonico, Gino Di Maggio, Giacinto Di Pierantonio e l’organizzazione della Cooperativa Nuova Intrapresa.